# Gymnostreptus tabulinus
Gymnostreptus tabulinus är en mångfotingart som beskrevs av Carl Graf Attems 1914. Gymnostreptus tabulinus ingår i släktet Gymnostreptus och familjen Spirostreptidae. Inga underarter finns listade i Catalogue of Life.